# Новиково (Парабельський район)
Но́виково (рос. Новиково) — присілок у складі Парабельського району Томської області, Росія. Входить до складу Старицинського сільського поселення.

## Населення
Населення — 79 осіб (2010; 105 у 2002).
Національний склад (станом на 2002 рік):
- росіяни — 95 %